# Georg Brunnhuber

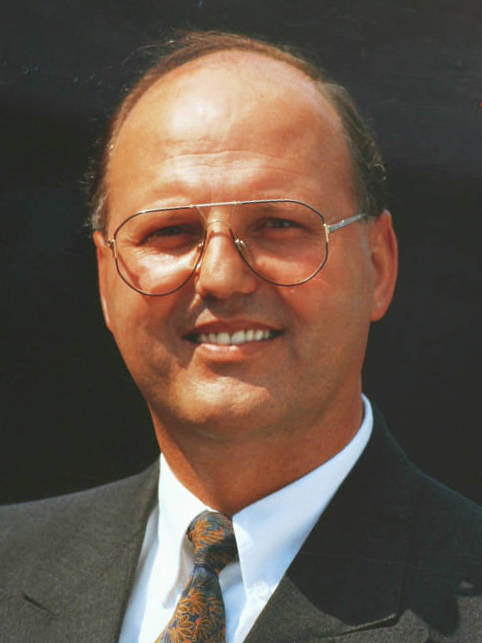
Georg Brunnhuber (1990)

Georg Brunnhuber (* 18. Februar 1948 in Oberkochen) ist ein deutscher Politiker der CDU. Er war von 1990 bis 2009 Abgeordneter des Deutschen Bundestags. Von 2011 bis Ende 2014 war er Cheflobbyist der Deutschen Bahn AG. Von Februar 2015 bis Juli 2019 war er Vorsitzender des Vereins Bahnprojekt Stuttgart-Ulm.

## Leben und Beruf
Brunnhuber verließ das Peutinger-Gymnasium in Ellwangen an der Jagst mit der Mittleren Reife und machte anschließend eine Lehre zum Zimmermann, die er mit dem Gesellenbrief beendete. Danach studierte er an der Fachhochschule für Technik in Stuttgart Architektur und Hochbau mit Schwerpunkt Städtebau, die er 1972 als Diplom-Ingenieur (FH) für Architektur und Hochbau mit dem Schwerpunkt Städtebau abschloss. Er leistete dann seinen Wehrdienst ab und war danach als Kreisbaurat und später auch als Leiter des Bauplanungsamtes sowie als Wirtschaftsbeauftragter des Ostalbkreises tätig.
Georg Brunnhuber ist seit 1976 verheiratet, hat zwei Töchter und drei Enkelsöhne.

## Politik
Brunnhuber trat 1972 in die CDU ein. Von 1981 bis 2000 war er Vorsitzender des CDU-Kreisverbandes Ostalbkreis. Außerdem ist er Vorsitzender der Verkehrskommission der Mittelstands- und Wirtschaftsvereinigung (MIT) der CDU/CSU.

### Abgeordneter
Von 1990 bis 2009 war Brunnhuber als Nachfolger von Manfred Abelein Mitglied des Deutschen Bundestages. Hier war er Obmann der CDU/CSU-Fraktion im Ausschuss für Verkehr, Bau- und Wohnungswesen und stellvertretender verkehrspolitischer Sprecher der CDU/CSU-Bundestagsfraktion. Brunnhuber war außerdem Vorsitzender der Landesgruppe Baden-Württemberg in der CDU/CSU-Fraktion. Ab 2005 gehörte Brunnhuber als Sprecher aller CDU-Ländergruppenvorsitzenden dem geschäftsführenden Fraktionsvorstand an. Zudem war er Vorsitzender des Kardinal-Höffner-Kreises, einem Zusammenschluss von christlichen Abgeordneten der CDU/CSU-Bundestagsfraktion. Überdies leitete er von 1994 an die Deutsch-Österreichische Parlamentariergruppe.
Georg Brunnhuber ist stets als direkt gewählter Abgeordneter des Wahlkreises Aalen – Heidenheim in den Bundestag eingezogen. Bei der Bundestagswahl 2005 erreichte er hier 49,9 Prozent der Erststimmen.
Im April 2007 fiel Brunnhuber auf, als er eine umstrittene Trauerrede des damaligen Ministerpräsidenten Baden-Württembergs Günther Oettinger zum Tod Hans Filbingers zunächst als „Meisterprüfung“ ausdrücklich lobte. Auf Kritik des Zentralrats der Juden in Deutschland antwortete Brunnhuber, dass „überbordende Kritik des Zentralrats“ eher dazu führen würde, „dass die Leute sagen, Oettinger hat Recht“. Diese Aussage bezeichnete Stephan Kramer, der Generalsekretär des Zentralrates, als „Antisemitismus pur“.
Bei der Bundestagswahl 2009 trat er nicht mehr an. Sein Nachfolger im Bundestag wurde Roderich Kiesewetter (CDU), der bei der Wahl im September 2009 45 Prozent der Erststimmen auf sich vereinigen konnte.

## Tätigkeit für die Deutsche Bahn AG
Georg Brunnhuber war vom 1. Juli 2006 (als Nachfolger von Margareta Wolf) bis 24. März 2010 Mitglied des Aufsichtsrates der Deutschen Bahn AG.
Im März 2010 wurde bekannt, dass Brunnhuber politischer Berater Grubes werden solle. Ab 2010 war er politischer Beauftragter des Vorstandsvorsitzenden Rüdiger Grube. Zum 1. Januar 2011 wurde er Leiter der Abteilung Wirtschaft, Politik und Regulierung und als solcher der Cheflobbyist des Unternehmens. Die Abteilung beschäftigt 45 Mitarbeiter (Stand: 2014).
Laut eigenen Angaben wäre Brunnhubers Vertrag gegen Ende 2012 ausgelaufen. Bahnchef Rüdiger Grube habe ihn angesichts der Bundestagswahl 2013 gebeten, seinen Vertrag bis Ende 2013 zu verlängern, was auch passiert sei. Als Ende 2013 kein Nachfolger feststand, sei sein Vertrag bis Ende März 2014 verlängert worden. Er war nunmehr noch bis Ende 2014 Leiter und Sonderbeauftragter des Vorstandsvorsitzenden für Wirtschaft, Politik und Regulierung. Ihm folgte in dieser Funktion zum 1. Januar 2015 Ronald Pofalla nach.
Am 4. Februar 2015 wurde er einstimmig zum Nachfolger von Wolfgang Dietrich als Vorstand des Vereins Bahnprojekt Stuttgart-Ulm e. V. gewählt. Sein fünfjähriges Mandat als Vereinsvorsitzender hätte im Februar 2020 geendet. Im Mai 2018 kündigte Brunnhuber an, das Amt Ende 2018 niederlegen zu wollen.
Letztlich schied er im Juli 2019 aus. Sein Nachfolger wurde Bernhard Bauer. Nach eigenen Angaben von 2019 habe er die Funktion nur ein Jahr ausüben wollen.

## Auszeichnungen
- 2001: Großes Goldenes Ehrenzeichen für Verdienste um die Republik Österreich[19]
- 2004: Bundesverdienstkreuz am Bande (für ehrenamtliche Arbeit[1])
- 2010: Großes Silbernes Ehrenzeichen mit dem Stern für Verdienste um die Republik Österreich[19]
- 2010: Verdienstorden des Landes Baden-Württemberg
- 2017: Ehrenbürger von Oberkochen[20]